# La virgen roja
La virgen roja (deutsch: Die rote Jungfrau) ist ein mexikanischer Film aus dem Jahr 1942. Regisseur dieses Films, der den Genres Ranchera und Abenteuerfilm zugeordnet wird, war Francisco Elías. Elías verfasste gemeinsam mit Jorge M. Dada auch das Drehbuch und produzierte zudem mit diesem den Film.
Der Film erzählt die Geschichte von Aurora, gespielt von Anita Blanch, die herausfindet, dass ihre 15 Jahre alte Schwester vergewaltigt und ermordet worden ist. Daraufhin beschließt sie den Täter zu verfolgen und Rache zu nehmen. Sie stellt den Mörder, der von Miguel Inclán gespielt wird, und tötet ihn. In der Folge wird sie zu einer Banditin unter dem Namen La virgen roja. Als sie den Gouverneur kidnappt, verliebt Aurora sich in diesen. Am Ende des Films gibt sie ihr Verbrecherdasein auf und kehrt in ein normales Leben zurück.
Der Film La virgen roja wurde von der Produktionsgesellschaft Superfilms de América produziert. Er feierte am 21. Januar 1943 seine Premiere in Mexiko.